# Chileshe Kapwepwe
 (juin 2023).
Si vous disposez d'ouvrages ou d'articles de référence ou si vous connaissez des sites web de qualité traitant du thème abordé ici, merci de compléter l'article en donnant les références utiles à sa vérifiabilité et en les liant à la section « Notes et références ».
 (juin 2023).
La mise en forme du texte ne suit pas les recommandations de Wikipédia : il faut le « wikifier ».
Les points d'amélioration suivants sont les cas les plus fréquents. Le détail des points à revoir est peut-être précisé sur la page de discussion.
- Les titres sont pré-formatés par le logiciel. Ils ne sont ni en capitales, ni en gras.
- Le texte ne doit pas être écrit en capitales (les noms de famille non plus), ni en gras, ni en italique, ni en « petit »…
- Le gras n'est utilisé que pour surligner le titre de l'article dans l'introduction, une seule fois.
- L'italique est rarement utilisé : mots en langue étrangère, titres d'œuvres, noms de bateaux, etc.
- Les citations ne sont pas en italique mais en corps de texte normal. Elles sont entourées par des guillemets français : « et ».
- Les listes à puces sont à éviter, des paragraphes rédigés étant largement préférés. Les tableaux sont à réserver à la présentation de données structurées (résultats, etc.).
- Les appels de note de bas de page (petits chiffres en exposant, introduits par l'outil «  Source ») sont à placer entre la fin de phrase et le point final[comme ça].
- Les liens internes (vers d'autres articles de Wikipédia) sont à choisir avec parcimonie. Créez des liens vers des articles approfondissant le sujet. Les termes génériques sans rapport avec le sujet sont à éviter, ainsi que les répétitions de liens vers un même terme.
- Les liens externes sont à placer uniquement dans une section « Liens externes », à la fin de l'article. Ces liens sont à choisir avec parcimonie suivant les règles définies. Si un lien sert de source à l'article, son insertion dans le texte est à faire par les notes de bas de page.
- La présentation des références doit suivre les conventions bibliographiques. Il est recommandé d'utiliser les modèles {{Ouvrage}}, {{Chapitre}}, {{Article}}, {{Lien web}} et/ou {{Bibliographie}}. Le mode d'édition visuel peut mettre en forme automatiquement les références.
- Insérer une infobox (cadre d'informations à droite) n'est pas obligatoire pour parachever la mise en page.

Pour une aide détaillée, merci de consulter Aide:Wikification.
Si vous pensez que ces points ont été résolus, vous pouvez retirer ce bandeau et améliorer la mise en forme d'un autre article.
Chileshe Mpundu Kapwepwe est une comptable et dirigeante d’entreprise zambienne, qui occupe le poste de secrétaire général du Marché commun de l’Afrique orientale et australe (COMESA), à compter du 18 juillet 2018. Elle a été élue lors du 20e sommet des chefs d’État du COMESA à Lusaka, la capitale de la Zambie.
Immédiatement avant son affectation actuelle, elle était présidente de la Zambia Revenue Authority . Elle remplace Sindiso Ngwenya du Zimbabwe  dont les deux mandats consécutifs étaient arrivés à expiration.

## Contexte et éducation
Chileshe Mpundu Kapwepwe est née en Zambie le 10 juillet 1958. (L'anniversaire doit être modifié. Pourquoi son anniversaire diffère avec celle de sa sœur jumelle Mulenga Kapwepwe ? )  Elle a une sœur jumelle, Mulenga Mpundu Kapwepwe, qui est auteur et cofondatrice du Musée d'histoire des femmes zambiennes. Chileshe Kapwepwe est titulaire d'une maîtrise en administration des affaires et est comptable agréée. Elle est membre de l'Association des comptables agréés et agréés (ACCA) du Royaume-Uni et membre de l' Institut zambien des comptables agréés (ZICA).

## Carrière professionnelle
Mme Kapwepwe est comptable agréée professionnelle, avec une expérience dans les domaines de la gouvernance, des politiques publiques et de la gestion financière. Sa carrière s'étend sur plus d'un quart de siècle dans des organisations locales et internationales, tant dans le secteur public que privé.
Il a notamment occupé le poste de directeur exécutif du Fonds monétaire international pour le groupe africain un, basé à Washington DC. Elle a également été vice-ministre des Finances et de la Planification nationale au sein du Cabinet de la Zambie. Elle a également été, dans le passé, directrice générale de la Zambia National Airports Corporation. Auparavant, elle était responsable des contrats de la Société Générale de Surveillance, basée à Genève, en Suisse,.

## Autres considérations
Kapwepwe a siégé par le passé aux conseils d’administration des sociétés suivantes : a) Zambia Revenue Authority, la première femme à occuper ce poste de présidente depuis la création de l’Autorité en 1994. b) Elle a également siégé au conseil d’administration de la Banque de Zambie. c) BP Zambia Plc et d) le Fonds d’affectation spéciale pour la privatisation en Zambie.